# Onthophagus sembeli
Onthophagus sembeli là một loài bọ cánh cứng trong họ Bọ hung (Scarabaeidae).